# Gijsbert Karel van Hogendorp
Gijsbert Karel van Hogendorp, född 27 oktober 1762 i Rotterdam, död 5 augusti 1834 i Haag, var en nederländsk greve och statsman; bror till Dirk van Hogendorp.
G.K. van Hogendorp blev 1782 anställd vid arvståthållarens garde, men studerade sedermera juridik och blev pensionaris i Rotterdam. Då Holland 1795 erövrades av fransmännen, övertog han en affär i Amsterdam och satte sedan till en del av sin förmögenhet vid ett misslyckat försök att på Godahoppsudden grundlägga en koloni för huset Oraniens anhängare. 
År 1813 bidrog G.K. van Hogendorp kraftigt att återuppsätta huset Oranien på tronen. I den kommitté, som efter Hollands befrielse (1813) skulle uppgöra förslag till ny konstitution, utövade han såsom ordförande stort inflytande. Han blev därefter chef för utrikesdepartementet och vicepresident i statsrådet samt greve, men tog 1816 avsked. I Generalstaternas andra kammare, av vilken han 1815 blev ledamot, anslöt han sig till oppositionen emot den konservative ministern Cornelis Felix van Maanen.  
G.K. van Hogendorp författade bland annat Bijdragen tot de huishouding van staat van het koningrijk der Nederlanden (tio band, 1818–29) samt Lettres sur la prospérité publique (två band, 1830) och La séparation de la Hollande et de la Belgique (1830). Hans Brieven en gedenkschriften (sex band, 1866–1903) utgavs av hans son och sonson.